# Ultima vânătoare (film din 1956)
Ultima vânătoare (titlu original: The Last Hunt) este un film american din 1956 scris și regizat de Richard Brooks și produs de Dore Schary. Scenariul se bazează pe romanul The Last Hunt de Milton Lott. Rolurile principale au fost interpretate de actorii Robert Taylor și Stewart Granger, cu Lloyd Nolan, Debra Paget și Russ Tamblyn în rolurile secundare.

## Prezentare
Sandy McKenzie (Stewart Granger) stabilește detaliile ultimei sale vânători împreună cu noul său partener, obsesivul Charles Gilson (Robert Taylor).  În timp ce McKenzie a obosit de vânătoarea de bivoli, Gilson o transformă într-o adevărată plăcere - la un moment dat ucigând o întreagă turmă de bivoli. Gilson urmărește o bandă de amerindieni hoți de cai. După ce împușcă mortal bărbații, îi ia prizonieri pe femeia indian și pe copilul ei.  Prezența femeii provoacă tensiuni în grup, iar Gilson devine tot mai paranoic și mai tensionat, ceea ce duce la o răfuială finală între cei doi foști parteneri.

## Distribuție
| Actor           | Rol            |
| --------------- | -------------- |
| Robert Taylor   | Charles Gilson |
| Stewart Granger | Sandy McKenzie |
| Debra Paget     | Indian Girl    |
| Lloyd Nolan     | Woodfoot       |
| Russ Tamblyn    | Jimmy          |
| Constance Ford  | Peg            |
| Joe De Santis   | Ed Black       |